# Asklepigenia
Asklepigenia (gr. Ἀσκληπιγένεια) – grecka filozofka neoplatońska z V wieku.
Była córką Plutarcha, scholarchy Akademii Platońskiej. Podobnie jak jej ojciec i dziadek Nestoriusz, poświęciła się filozofii, osiągając wysoką biegłość w obrzędach i praktykach teurgicznych. Była duchową przewodniczką Proklosa, którego wprowadziła w arkana neoplatońskiej mistyki.